# ميديلزبورو الجنوبية وكليفلاند الشرقية (دائرة انتخابية في المملكة المتحدة)
ميديلزبورو الجنوبية وكليفلاند الشرقية (بالإنجليزية: Middlesbrough South and East Cleveland)‏ هي إحدى الدوائر الانتخابية في المملكة المتحدة الممثلة في مجلس العموم في برلمان المملكة المتحدة.
عضو البرلمان الذي يمثلها حالياً هو :Dr Ashok Kumar (Lab).
‌